# 比約克島
比約克島是瑞典的島嶼，位於該國中東部梅拉倫湖，距離首都斯德哥爾摩30公里，由斯德哥爾摩省負責管轄，長3.5公里、寬1.7公里，面積4.2平方公里。
59°19′29.422″N 17°33′35.906″E / 59.32483944°N 17.55997389°E